# Radiofotos
Radiofotos es el primer álbum de estudio del músico argentino Fabián Gallardo, lanzado en 1987 por el sello WEA Discos. Fue publicado en vinilo y casete, y actualmente se encuentra fuera de catálogo. Antes de esta producción, el artista ya había colaborado en discos de Juan Carlos Baglietto, Fito Páez, Silvina Garré y María Rosa Yorio, entre otros. 

## Historia
Radiofotos fue grabado  y mezclado entre el 25 de mayo y el 25 de junio de 1987 en Buenos Aires, Argentina, y fue publicado por WEA Discos, una compañía del Grupo Warner Communications.
El álbum cuenta con una abundante utilización de MIDI y secuenciadores, aunque no por eso suena necesariamente tecno. En la grabación de este disco participaron importantes músicos como Osvaldo Fattorusso, Mono Fontana, Ariel Pozzo (en este entonces vocalista de la banda Graffiti), Daniel Wirtz, Fabián Llonch (de Identi-Kit) y Rubén Goldín, entre otros. Fito Páez aportó la letra a la canción «Entre 2 sueños».
Junto con su siguiente disco, Lejos de la ciencia, Gallardo reconoce que puso mucha dedicación y esfuerzo en Radiofotos, aprendiendo a cada minuto. "También tuve la suerte de grabar esos discos en grandes estudios y con los mejores profesionales, técnicos y músicos", indicó.
El sencillo de difusión fue «Llenando la casa de cables». 

## Lista de canciones
Todos los temas compuestos por Fabián Gallardo excepto donde se indica.

| N.º   | Título                       | Letras    | Duración |  |
| 1.    | «Amor en la radio»           |           | 3:55     |  |
| 2.    | «Fotos de gatos»             |           | 3:57     |  |
| 3.    | «Cambiando el corazón»       |           | 4:12     |  |
| 4.    | «Filmando el cielo»          |           | 2:39     |  |
| 5.    | «Cicatrices en el alma»      |           | 4:41     |  |
| 6.    | «Llenando la casa de cables» |           | 4:04     |  |
| 7.    | «Fotografías en mi cabeza»   |           | 3:09     |  |
| 8.    | «Sonrisas de Gardel»         |           | 3:44     |  |
| 9.    | «¡Papeles y manzanas!»       |           | 5:36     |  |
| 10.   | «Entre 2 sueños»             | Fito Páez | 3:42     |  |
| 39:39 |                              |           |          |  |

## Músicos
- Fabián Gallardo: Guitarras, bajo sinty, teclados, programación rítmica, coros, samplers y voz,
- Claudio Cardone: Piano acústico, teclados y bajo sinty.
- Osvaldo Fattorusso: Percusión.
- Mono Fontana: Piano acústico.
- Pablo Rodríguez: Saxo y flauta traversa.
- Ariel Pozzo: Solo de guitarra en «Sonrisas de Gardel».
- Daniel Wirtz: Tambor.
- Fabián Llonch: Bajo en «Fotos de gatos».
- Rubén Goldín: Coro en «Amor en la radio» y «Cambiando el corazón».
- Lucio Mazaira: Batería acústica en «Amor en la radio» y «Entre 2 sueños».[2]

## Ficha técnica
- Producción y dirección artística: Fabián Gallardo.